# Bílé Poličany
Bílé Poličany (en allemand : Weiß Politschan) est une commune du district de Trutnov, dans la région de Hradec Králové, en République tchèque. Sa population s'élevait à 156 habitants en 2020.

## Géographie
Bílé Poličany est arrosée par l'Elbe et se trouve à 8 km au sud-ouest de Dvůr Králové nad Labem, à 24 km au sud-ouest de Trutnov, à 22 km au nord-nord-ouest de Hradec Králové et à 99 km à l'est-nord-est de Prague.
La commune est limitée par Trotina et Zábřezí-Řečice au nord, par Doubravice à l'est, par Lanžov au sud-est et au sud, et par Rohoznice à l'ouest.

## Histoire
La première mention écrite de la localité date de 1270.